# August Stieren
August Stieren (* 17. Oktober 1885 in Haaren bei Büren (Westfalen); † 26. Januar 1970 in Hiltrup) war ein deutscher Archäologe und Hochschullehrer.

## Leben
Von 1930 bis 1969 war er Vorsitzender der Altertumskommission für Westfalen. 1933 wählte ihn das Deutsche Archäologische Institut zum ordentlichen Mitglied. Ein Jahr später wählte ihn die Historische Kommission für Westfalen zum ordentlichen Mitglied, ab 1968 war er korrespondierendes Mitglied der Kommission.
In Münster war er ab 1935 Honorarprofessor. 1937 bei Einrichtung des Ordinariats für „Deutsche Vorgeschichte“ vertrat er es. Von 1946 bis 1954 war Stieren Ordinarius für „Prähistorische Archäologie, Deutsche Vor- und Frühgeschichte“.

## Ehrungen
- 1955: Großes Verdienstkreuz der Bundesrepublik Deutschland
- August-Stieren-Straße in Haltern
- Ehrenmitglied des Altertumsvereins Haltern